# 克萊爾 (紐約州)
克萊爾（英語：Clare）是一個位於美國紐約州聖羅倫斯縣的鎮。

## 人口
根據2020年美國人口普查的數據，克萊爾的面積為251.89平方千米，當中陸地面積為249.92平方千米，而水域面積為1.97平方千米。當地共有人口100人，而人口密度為每平方千米0人。